# 74號州際公路
74號州際公路（英語：Interstate 74，簡稱I-74）是美國州際公路系統的一部份，目前是二段未連接的公路。西端由愛荷華州达文波特自80號州際公路分出，向東南跨過伊利諾州、印第安納州進入辛辛那提匯入75號州際公路；另一部份則位於北卡羅萊納州，已完成的公路計有491.81英里（791.49）。

## 路線

### 中西部段
本段公路西起爱荷华州达文波特，与80號州際公路相接；东至俄亥俄州的辛辛那提，与75號州際公路相接，是最初的通車路段。公路上較大的城市有伊利諾州皮奧利亞、厄巴納─及印第安納波利斯。

#### 闊德城至伊利諾州段
74號州際公路由80號州際公路向南分出後，沿达文波特和二城的邊界跨過密西西比河進入伊利諾州莫林，在闊德城國際機場轉向東與280號州際公路共構，在280號州際公路東端點處轉向南往。
74號州際公路橫貫伊利諾州，路線離開闊德城至蓋斯堡後轉向東南，經皮奧里亞至─。I-74在此地區與55號州際公路共構，二條公路分開後續往東南至厄巴納─地區與57號州際公路交會，在此處公路轉向東至丹維爾進入印第安納州。

#### 印第安納州段至辛辛那提
74號州際公路在印第安納州大略呈東北西南走向。公路由伊利諾州州界向東行至轉向東南進入印第安納波利斯。I-74在印城市區使用465號州際公路的路廊，並與70號州際公路在印第安纳波利斯国际机场附近交會，再與65號州際公路在城南交叉，至印城東南郊區與I-465分開後續往東南往俄亥俄州辛辛那提。
I-74進入俄亥俄州後即為辛辛那提市近郊，往東南行進入市區匯入75號州際公路，這段公路與52號美國國道共構。

### 北卡羅萊納州段
74號州際公路已经在计划扩展到辛辛那提以东直至北卡罗萊纳州。不过这一段还没有完全确定完成，只有零星的几段公路标有74號州際公路的标志。這些路段包括：
- 南邊由77號州際公路往東至52號美國國道。
- 和間與73號州際公路和220號美國國道共構段。
- 升級後的74號美國國道路段，自勞林堡往蘭伯頓，跨過95號州際公路至41號北卡州州道[2]。

### 里程及途經主要城鎮
註：粗體字為使用在交通標誌上的正式指定定點城市。
| 所經州份     | 里程數 | 里程數 | 途經城鎮                      |
| 所經州份     | 英里   | 公里   | 途經城鎮                      |
| ------------ | ------ | ------ | ----------------------------- |
| 愛荷華州     | 5.36   | 8.63   | 德梅因（經I-80）              |
| 伊利諾州     | 220.34 | 354.60 | 莫林-、皮奧利亞、丹維爾       |
| 印第安納州   | 171.54 | 276.07 | 印第安納波利斯                |
| 俄亥俄州     | 19.47  | 31.33  | 辛辛那提                      |
| 維吉尼亞州   |        |        | 威斯維爾（經I-77）            |
| 北卡羅萊納州 | 75.10  | 120.86 | 溫斯頓-賽倫、勞林堡、威爾明頓 |
| 全長         | 491.81 | 791.49 |                               |

### 輔助線
74號州際公路目前僅有一條在伊利諾州皮奧里亞編號474的輔助線，作為皮奧里亞的外環線，全線均為四線道，長4.88英里（7.85），不含端點共設有四個出口。2006年之前，經皮奧里亞的卡車必須使用I-474，這是由於在皮奧里亞市內的74號州際公路在2007年以前尚未更新至州際公路標準。本線於1970年代中期完工，2003－2007年間的74號州際公路更新計畫解決了皮奧里亞市區路段匝道速限太低（僅15英里／時）、加速車道太短（有些不到500呎）以及在市中心速限僅45英里／時等問題。

## 未來計畫
目前辛辛那提與北卡羅萊納州之間的路線仍在計畫當中尚未定案，最有可能的方式是利用現有的各州州道或美國國道升級至州際公路標準。

### 辛辛那提至西維吉尼亞州
目前的計畫路線最有可能是由75號州際公路上的終點向東利用75號州際公路、562號俄州州道、71號州際公路接上32號俄州州道、23號美國國道在轉使用52號美國國道沿俄亥俄河北岸進入西維吉尼亞州，此路線大部份與規畫中的73號州際公路共構。在西維吉尼亞州則大部份使用52號美國國道的路廊。目前最大的爭議點是興建71號州際公路往32號俄州州道的路段必須經過人口稠密的地區。另外一個方案是使用275號州際公路北半環線接上32號俄州州道，74號州際公路在275號州際公路往北出口（9號出口）以東的路段則撤銷州際公路編號，僅留下52號美國國道。
由於辛辛那提在俄亥俄州和肯塔基州交界，肯塔基州當局另外提出一個計畫路線使用275號州際公路的南半環線接上9號肯州州道（AA公路）東行，再沿64號州際公路進入西維吉尼亞州接上52號美國國道。

### 維吉尼亞州、卡羅萊納段
74號州際公路在維吉尼亞州均與77號州際公路共構，但尚未開始標誌施工。在北卡羅萊納州，由77號州際公路已通車至52號美國國道，未來將使用52號美國國道路廊往東南至溫斯頓-賽倫，接上該市將興建的外環道路東半環，西半環將編為輔助線274號州際公路。離開溫斯頓-賽倫之後，接上目前正在升級的311號美國國道。此路段經，跨過85號州際公路商業線往東南，與85號州際公路主線交會後，續往前行進入與73號州際公路／220號美國國道共構路段，預計2011年完工通車。與73號州際公路分開後則使用74號美國國道至勞林堡通車路段，95號州際公路以東的路線計畫繼續使用74號美國國道至波頓轉接211號北卡州州道向南至17號美國國道，再轉向西南至南卡羅萊納州州界，但目前尚未有興建計畫。74號州際公路進入南卡羅萊納州之後將接上31號南卡州州道，終點則設在。
在勞林堡以東的74號州際公路使用74號美國國道的路廊，這是第一條美國國道升級為同編號的州際公路。